# Ptychamalia pulverea
Ptychamalia pulverea là một loài bướm đêm trong họ Geometridae.